# 十二烷二酸
1,12-十二烷二酸是含有十二个碳原子的二羧酸，结构式HOOC(CH2)10COOH。

## 性质
白色粉末状或片状结晶。水溶解度小。热稳定性好。毒性低。

## 制备
环己烷与过氧化氢在甲醇中反应生成环己基过氧化物，再经催化开环、二聚，得十二烷二酸二甲酯，精制后，皂化，得十二烷二酸。

## 用途
十二烷二酸与六亚甲基二胺缩合，可得到工程塑料尼龙6-12；十二烷二酸与醇类酯化生成的酯类衍生物，例如十二烷二酸二辛酯、十二烷二酸二丁酯，可作为聚氯乙烯、醋酸纤维素、硝酸纤维素的增塑剂，而且二辛酯还可作为喷气式发动机和燃气轮机使用的高级润滑油，或低温润滑脂的基础油料。
十二烷二酸也用作金属沉淀剂、饱和聚酯改性剂、粉末涂料以及大环麝香的合成原料。